# Denier (unité de masse)
Pour les articles homonymes, voir Denier.
Ne doit pas être confondu avec Denier (unité de masse linéique).
Cet article court présente un sujet plus développé dans : Poids de marc.
Le denier est une unité de masse du système poids de marc de l’Ancien Régime français. Selon BnF Essentiels, il vaut 1/192 du marc de 244,752 g, soit 1,27 gramme.